# Gift Orban
Gift Emmanuel Orban (Benue, 17 luglio 2002) è un calciatore nigeriano, attaccante dell'Hoffenheim.

## Biografia
Nato in Nigeria, ha origini togolesi grazie alla madre.

## Caratteristiche tecniche
Centravanti molto veloce, può giocare su tutto il fronte offensivo. Di piede destro ed in possesso di una buona tecnica, dimostra un innato senso del gol e forza fisica. Viene paragonato all'ex calciatore Obafemi Martins.

## Carriera

### Club

#### Stabæk
Cresciuto nella scuola calcio del Bison FC, compagine nigeriana, nel 2021 si allena con la formazione giovanile dello Stabæk. Ad aprile 2022 viene acquistato definitivamente dai norvegesi, legandosi al club con un contratto quadriennale.
Il 26 maggio successivo esordisce come professionista in occasione dell'incontro di 1. divisjon pareggiato per 0-0 contro il Bryne. Il 7 luglio marca, invece, i suoi primi gol in carriera, siglando una doppietta nell'incontro di campionato vinto per 4-2 contro lo Stjørdals-Blink. Al termine della stagione realizza 19 reti complessive, vincendo anche il titolo di capocannoniere del campionato con 16 marcature (a pari merito con Bård Finne).

#### Gent
Il 31 gennaio 2023 firma un contratto quadriennale con il Gent. L'11 febbraio ha esordito in Pro League, disputando l'incontro pareggiato per 3-3 contro il Westerlo, dove mette a segno una doppietta. Cinque giorni dopo ha debuttato anche nelle competizioni UEFA per club, in occasione dell'incontro perso per 1-0 contro gli azeri del Qarabağ, valido per l'andata degli spareggi di Conference League. Il 23 febbraio successivo ha realizzato la sua prima rete in una competizione europea, nell'incontro vinto ai rigori sempre contro il Qarabağ, realizzando la rete del momentaneo 1-0. Il 12 marzo si rende autore di un poker nella partita di campionato vinta per 2-6 contro lo Zulte Waregem; con sette gol in cinque partite, ha anche battuto il precedente di Nenad Jestrović per il maggior numero di reti fatte da un esordiente in Pro League. Tre giorni dopo, nella gara valevole per il ritorno degli ottavi di Conference League contro i turchi dell'İstanbul Başakşehir, vinta con il risultato di 1-4, sigla tre reti in soli 3 minuti e 25 secondi, stabilendo il record della tripletta più veloce nella storia delle competizioni UEFA per club. Conclude la stagione con 39 reti in 46 partite complessive.

#### Olympique Lione
Il 18 gennaio 2024 si trasferisce a titolo definitivo per 12 milioni di euro all'Olympique Lione, con cui sottoscrive un contratto fino al 30 giugno 2028. Nonostante il difficile ambientamento, è autore di due reti in Coppa di Francia che consentono al Lione di raggiungere la finale della competizione, persa per 2-1 contro il Paris Saint-Germain. In Ligue 1, segna invece solo un gol ai danni del Nantes.
Il 30 agosto 2024, durante la prima giornata della Ligue 1 2024-2025, segna la doppietta decisiva con cui il Lione batte in rimonta per 4-3 lo Strasburgo.

#### Hoffenheim
Il 2 gennaio 2025, Orban viene acquistato a titolo definitivo dall'Hoffenheim, in Bundesliga, per circa nove milioni di euro, più un massimo di tre milioni in bonus, e il 7,5% su una futura rivendita a favore del Lione.

### Nazionale
Nel 2023 viene convocato per la prima volta in nazionale maggiore.

## Statistiche

### Presenze e reti nei club
Statistiche aggiornate al 21 febbraio 2025.
| Stagione               | Squadra                | Campionato             | Campionato | Campionato | Coppe nazionali | Coppe nazionali | Coppe nazionali | Coppe continentali | Coppe continentali | Coppe continentali | Altre coppe | Altre coppe | Altre coppe | Totale | Totale |
| Stagione               | Squadra                | Comp                   | Pres       | Reti       | Comp            | Pres            | Reti            | Comp               | Pres               | Reti               | Comp        | Pres        | Reti        | Pres   | Reti   |
| ---------------------- | ---------------------- | ---------------------- | ---------- | ---------- | --------------- | --------------- | --------------- | ------------------ | ------------------ | ------------------ | ----------- | ----------- | ----------- | ------ | ------ |
| 2021-2022              | Stabæk                 | 1D                     | 22         | 16         | CN              | 2               | 3               | -                  | -                  | -                  | -           | -           | -           | 24     | 19     |
| gen.-giu. 2023         | Gent                   | D1                     | 16         | 15         | CB              | 0               | 0               | UEL+UECL           | 0+6                | 0+5                | SB          | -           | -           | 22     | 20     |
| 2023-gen. 2024         | Gent                   | D1                     | 11         | 3          | CB              | 1               | 0               | UECL               | 9                  | 9                  | -           | -           | -           | 21     | 12     |
| Totale Gent            | Totale Gent            | Totale Gent            | 27         | 18         |                 | 1               | 0               |                    | 15                 | 14                 |             | -           | -           | 43     | 32     |
| gen.-giu. 2024         | Olympique Lione        | L1                     | 13         | 1          | CF              | 3               | 2               | -                  | -                  | -                  | -           | -           | -           | 16     | 3      |
| ago.-gen. 2025         | Olympique Lione        | L1                     | 3          | 2          | CF              | 0               | 0               | UEL                | 2                  | 0                  | -           | -           | -           | 5      | 2      |
| Totale Olympique Lione | Totale Olympique Lione | Totale Olympique Lione | 16         | 3          |                 | 3               | 2               |                    | 2                  | 0                  |             | -           | -           | 21     | 5      |
| gen.-giu. 2025         | Hoffenheim             | BL                     | 6          | 3          | CG              | 0               | 0               | -                  | -                  | -                  | -           | -           | -           | 6      | 3      |
| Totale carriera        | Totale carriera        | Totale carriera        | 71         | 40         |                 | 6               | 5               |                    | 17                 | 14                 |             | -           | -           | 94     | 59     |

### Record
- Tripletta più veloce nella storia delle competizioni UEFA per club (3 minuti e 25 secondi).[13]

## Palmarès

### Individuale
- Capocannoniere della 1. divisjon: 1

2022 (16 gol, a pari merito con Bård Finne)